# سيمون ستيفين
سيمون ستيفين (بالهولندية: Simon Stevin)‏ هو عالم رياضيات هولندي. و لقد ترجم أيضا مجموعة من المصطلحات الرياضياتية إلى الهولندية، جاعلا من هاته اللغة واحدة من اللغات الأوروبية القلائل اللائي لا تستمد كلمة رياضيات من اللغة الإغريقية (عبر اللغة اللاتينية)، حيث تترجمها إلى كلمة wiskunde والتي تعني فن ما هو مؤكد.

## السيرة الذاتية

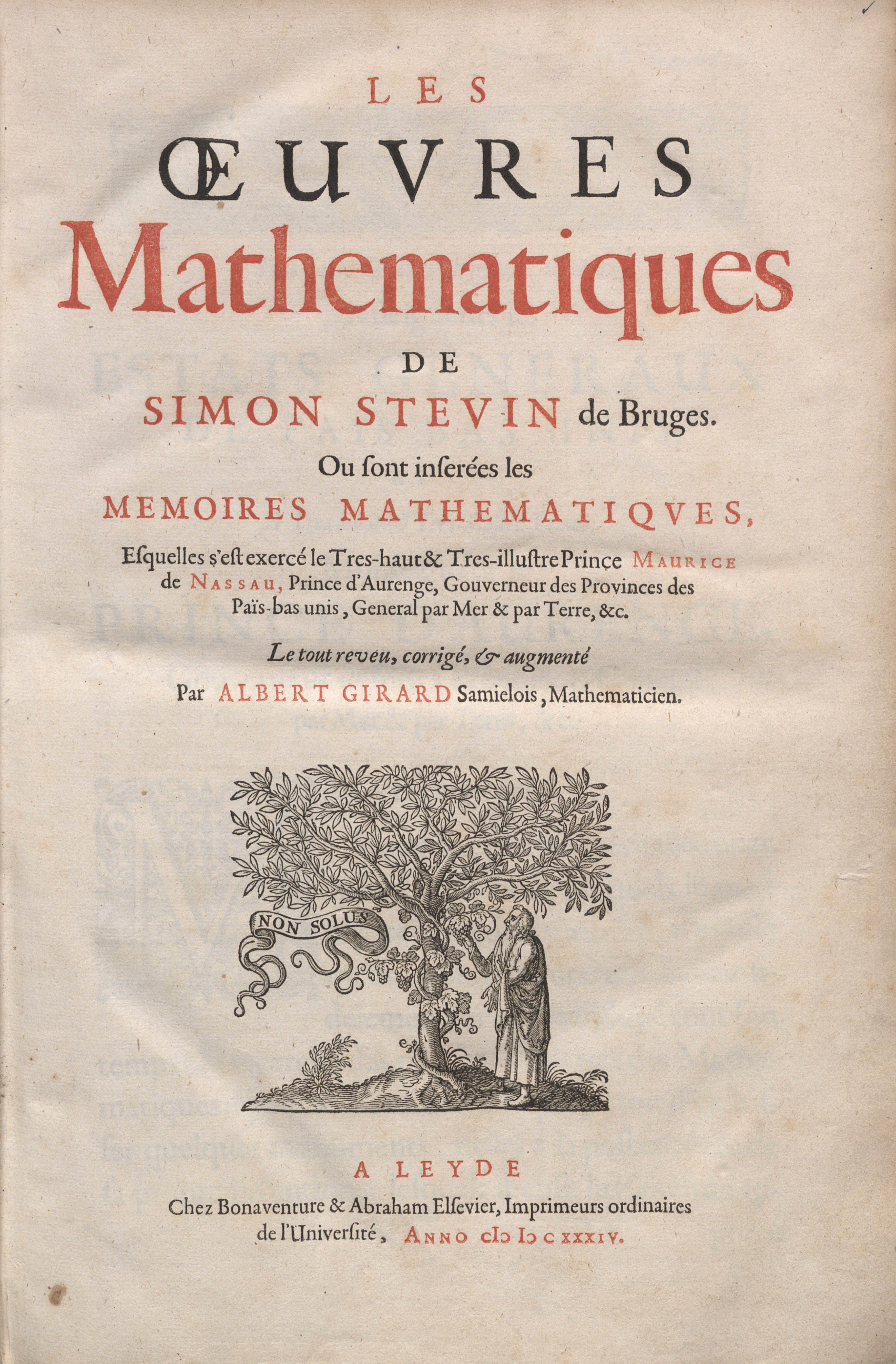
Oeuvres mathematiques, 1634

## اكتشافات واختراعات

### الرياضيات
كتب ستيفين كتابا حول الحسابيات عام 1594، احتوى على أول حلحلة عامة للمعادلات التربيعية.
برهن ستيفين على مبرهنة القيمة الوسطية سابقا بذلك برهان كوشي. مثل عمل ستيفين إلهاما لإسحاق نيوتن في عمله على المتسلسلات غير المنتهية.

## معرض صور

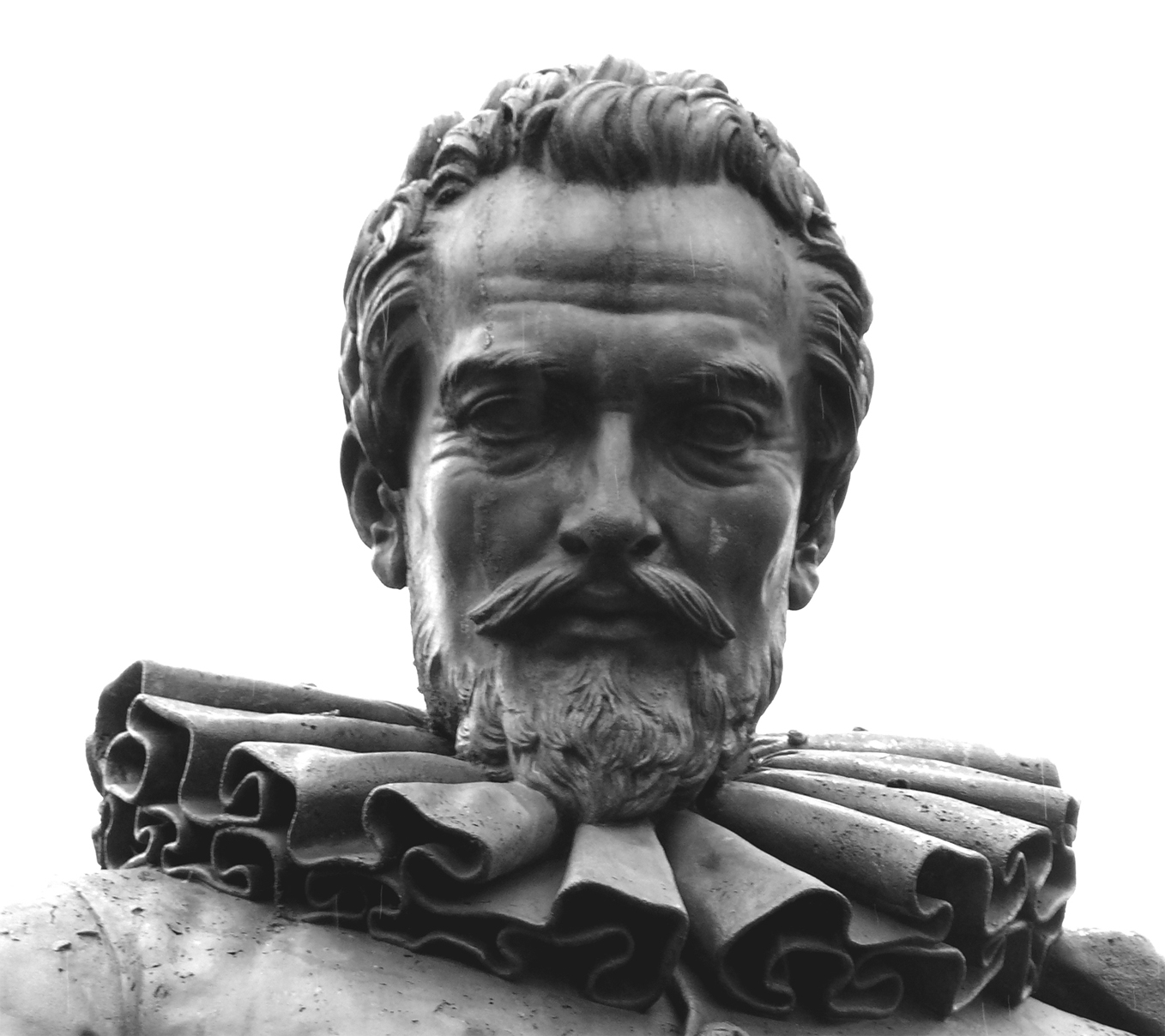
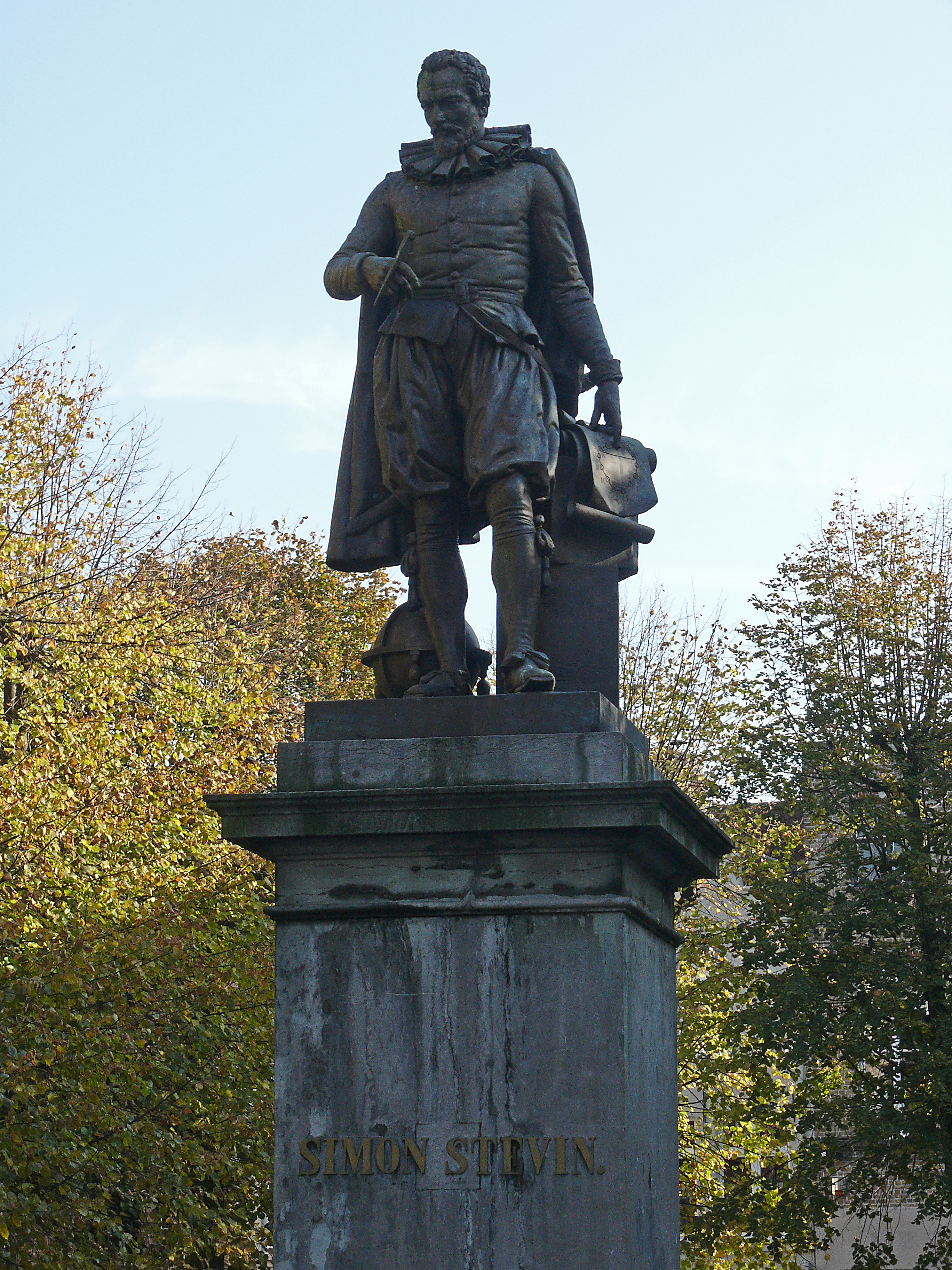
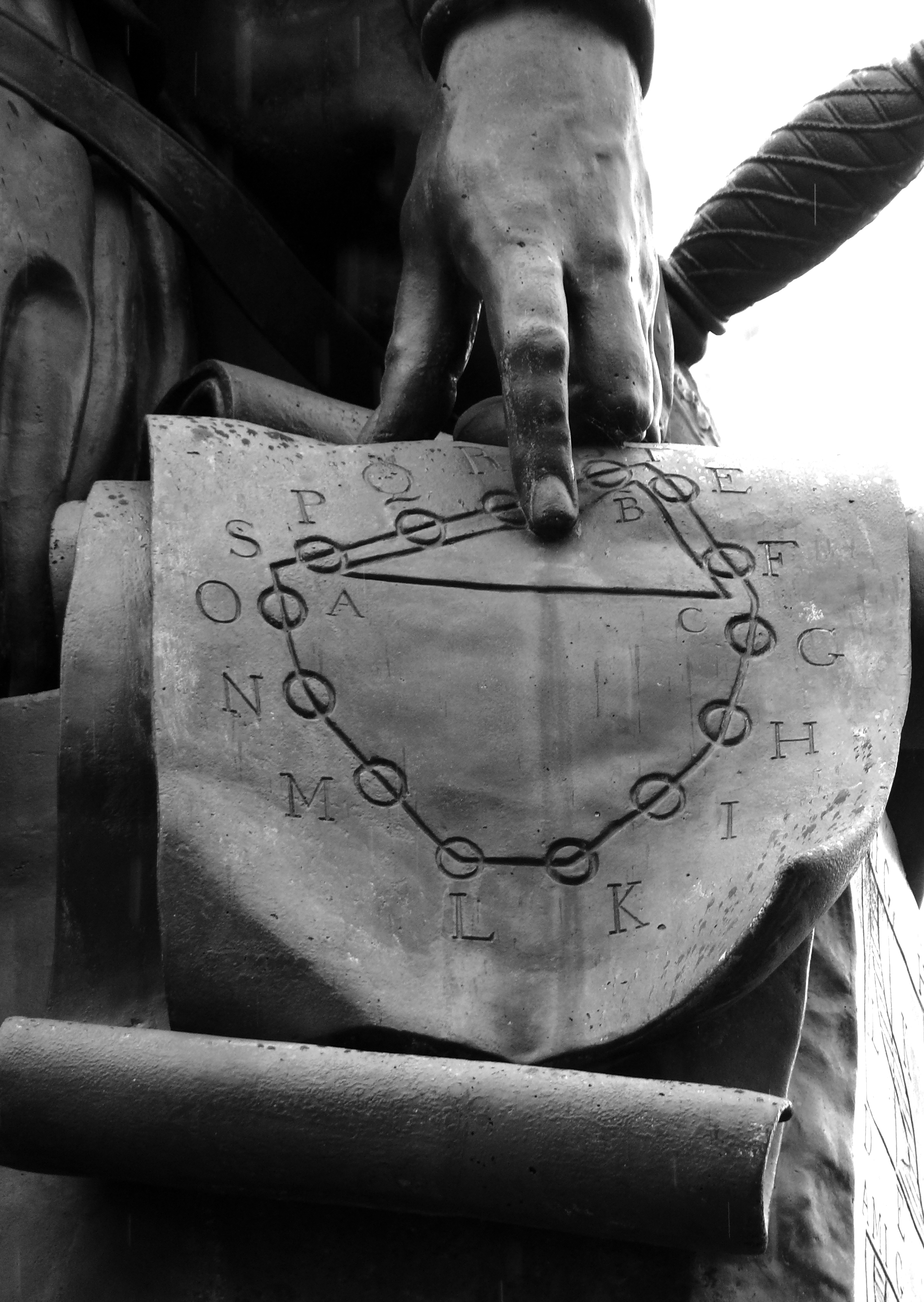
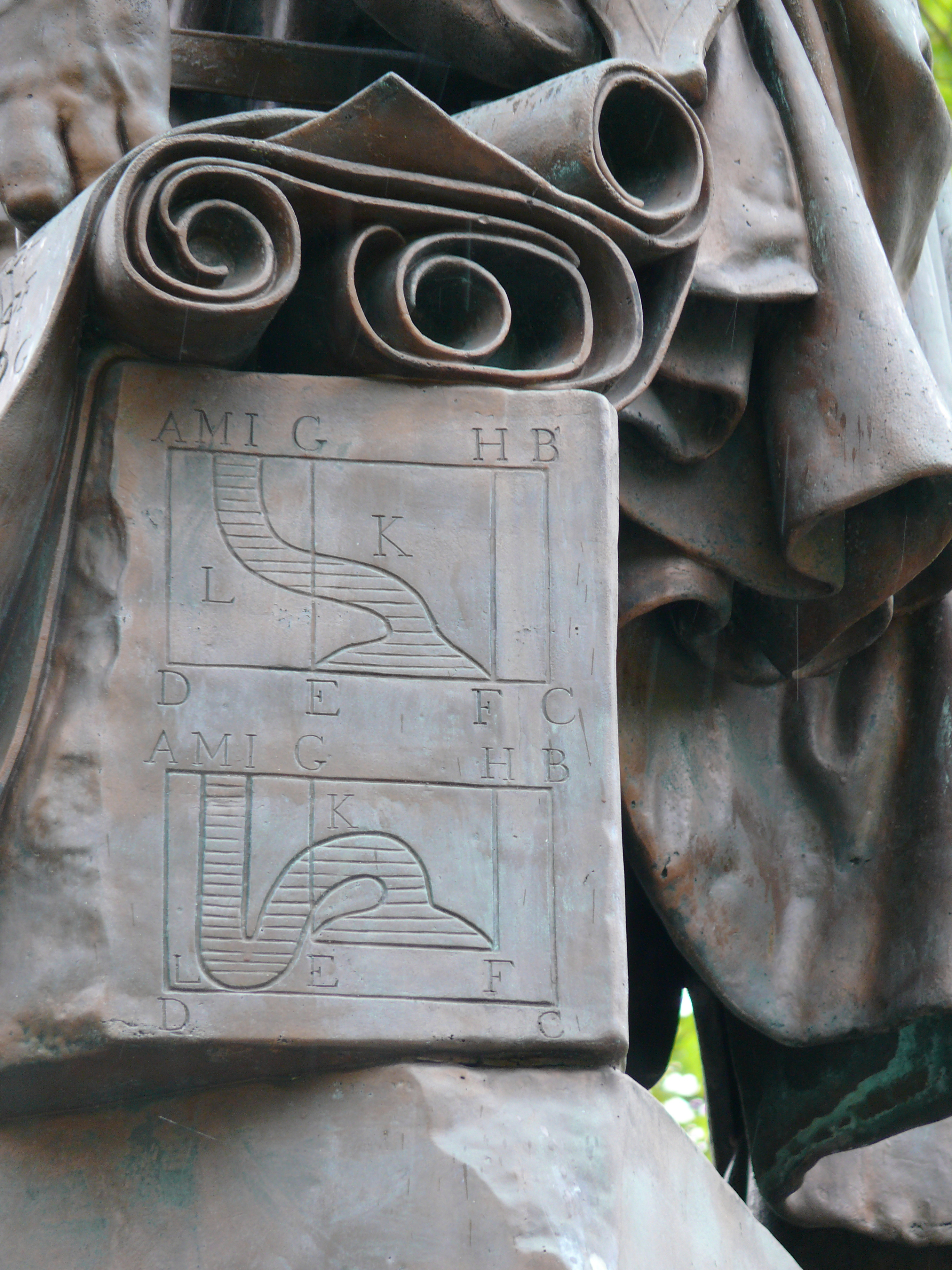

## وصلات خارجية
- سيمون ستيفين على موقع الموسوعة البريطانية (الإنجليزية)
- سيمون ستيفين على موقع إن إن دي بي (الإنجليزية)